# Nênia
Nênia (português brasileiro) ou Nénia (português europeu) (em latim: Nenia Dea, lit. "Deusa Nê(é)nia", por vezes Naenia) foi uma deusa fúnebre da Roma Antiga que tinha um santuário no lado de fora da Porta Viminal.

## Deusa do lamento fúnebre romano
O termo nênia (nenia) ocasionalmente era utilizado para se referir à carmen funebre ("canção fúnebre") entoada nos ritos funerários, e Marco Terêncio Varrão considerava a deusa Nênia como uma personificação do poder de proteção do lamento fúnebre. Era, portanto, uma deusa também associada com o fim da vida de uma pessoa. Varrão lhe designava uma posição polar, no que dizia respeito ao deus Jano, provavelmente inspirado por uma das antigas etimologias romanas da palavra nenia, definindo-a como nenia finis ("fim", ou, figurativamente, "final").[carece de fontes?]
Arnóbio descrevia os moribundos como estando sob os cuidados de Nênia. Embora os textos de Arnóbio tenham sido influenciados principalmente por Cornélio Labeão, a identificação de Nênia como deusa da transitoriedade humana também sugestem uma origem 'varroniana'. Não está claro se Tertuliano se referiu à deusa Nênia quando escreveu sobre a "própria deusa da morte". Não se sabe o culto à própria Nênia fazia parte dos últimos ritos; o poeta Lúcio Afrânio, no entanto, claramente associa o termo nenia (ou seja, o canto fúnebre) com as obséquias.

## Outras hipóteses
O classicista americano John Lewis Heller rejeita o status de Nênia como divindade fúnebre, e especula que a origem de sua natureza esteja nas "brincadeiras infantis". A ênfase restritiva de Heller em nenia como uma "aliteração" ou "brincadeira", no entanto, foi refutada, já que fontes suficientes indicando a natureza fúnebre foram fornecidas pelo próprio Heller, ainda que descartadas.
De qualquer modo, mesmo a interpretação errônea do termo nenia feita por Heller pode, a princípio, ser aplicada aos costumes funerários romanos, porque a morte era também vista como um renascimento na vida após a morte. Lucrécio associa de maneira explícita os lamentos fúnebres com "o choro que as crianças produzem quando vêem pela primeira vez os limiares da luz." Além disso, as nênias também podiam por vezes representar um paralelo às canções de ninar que as mães cantam a seus filhos, já que algumas neniae eram entoadas com uma voz confortante. Esta e outras fontes, no entanto, não se referem especificamente aos cantos fúnebres ao associá-lo com as canções de ninas, mas com o termo geral neniae. Além do lamento que visava espantar as danações, o caráter da deusa Nênia pode ter incluído em si algumas destas hipóteses filosóficas, como por exemplo o choro do renascimento; como, no entanto, as fontes pouco falam a respeito da própria deusa, estes pontos de vista sobre a deusa nênia continuam a ser especulações.